# Muḥammad Ibn ʿAbd al-Munʿim al-Ḥimyarī
Muḥammad Ibn ʿAbd al-Munʿim al-Ḥimyarī ou al-Himyari (en arabe : محمد بن عبد المنعم الحميري), actif au XVe siècle, est un géographe et un jurisconsulte andalou de langue arabe. Il est l'auteur du Kitâb al-Rawḍ al-miʿṭâr fî khabar al-aqṭâr (Livre du Jardin parfumé relatant les contrées), un ample dictionnaire géographique.

## Son œuvre
Le Kitâb al-Rawḍ al-miʿṭâr fî khabar al-aqṭâr (Livre du Jardin parfumé relatant les contrées) est un imposant dictionnaire de géographie qui décrit l'ensemble du monde musulman ainsi que ses marges. Al-Himyari consacre près de la moitié de cet ouvrage à la description du royaume d'Al-Andalus. Pour composer son dictionnaire, il compulse de nombreux ouvrages, en citant rarement ses sources. Il s'est fondé souvent sur les deux grandes chroniques de langue arabe traitant de l'histoire d'Al-Andalus, écrites aux IXe et Xe siècles : les Traditions rassemblées (Akhbâr madjmûʿa), anonymes, et l’Histoire de la conquête de l'Espagne (Tarîkh iftitâḥ al-Andalus) d'Ibn al-Qûṭiyya.